# Lockley Point
Der Lockley Point ist eine niedrige und vereiste Landspitze an der Nordwestküste der Wiencke-Insel im westantarktischen Palmer-Archipel. Sie liegt 1,5 km nordöstlich des Noble Peak und begrenzt westlich die Einfahrt vom Neumayer-Kanal in die Lockley Bay.
Teilnehmer der Belgica-Expedition (1897–1899) unter der Leitung des belgischen Polarforschers Adrien de Gerlache de Gomery entdeckten die Landspitze. Der Falkland Islands Dependencies Survey (FIDS) kartierte und benannte sie 1944. Namensgeber ist Gordon Joseph Lockley (* 1916), Teilnehmer an der Operation Tabarin (1944–1945) sowie anschließend Biologe, Meteorologe und Leiter der Station des FIDS am Port Lockroy.